# Азарсков Валерій Миколайович
Вале́рій Микола́йович Аза́рсков (* 1944) — український науковець, доктор технічних наук.

## Життєпис
Народився 1944 року в місті Галево Брестської області Білорусі. 1968 року закінчує Київський інститут інженерів цивільної авіації.
Працював в інституті на різних інженерних посадах, начальником відділу в науково-дослідній частині та науково-дослідному моделюючому центрі — під науковим керівництвом академіка Олександра Кухтенка — над виконанням державної програми по створенню та впровадженню перших в СРСР тренажерів для тренування космонавтів до польотів на Місяць та на інші планети.
Брав участь у розробці, створенні та випробуваннях 2-х комплектів посадочного модуля космічного корабля-місячника «Сіріус», установці модулів в РКК «Енергія» та Центрі підготовки космонавтів.
1975 року закінчив аспірантуру за спеціальністю «обчислювальна математика», протягом 1977—1983 років працював помічником ректора інституту, поєднував науково-дослідну та викладацьку роботу. Захистив кандидатську дисертацію, тема «методика і алгоритми визначення в процесі експлуатації динамічних характеристик літальних апаратів» (в ній було вирішено проблеми підвищення динамічних характеристик літаків ТУ-144 й ТУ-160, згодом ця методика була застосована при проектуванні системи управління літака АН-124 «Руслан»).
Від 1982 року брав участь (як відповідальний виконавець) низки науково-дослідних робіт з проблем оптимізації систем управління динамічними об'єктами різного призначення. 1985 року присвоєне звання старшого наукового співробітника.
Протягом 1984—1991 років — член Міжвузівської координаційної секції Наукової ради АН СРСР з проблем навігації та управління рухом. З 1985 року брав участь в інституті (разом з Центром підготовки космонавтів) у проведенні комплексу наукових досліджень — по створенню тренажера для наскрізного моделювання динамічних факторів аерокосмічного польоту у часі підготовки космонавтів за програмою підготовки екіпажів корабля багаторазового використання «Буран» (на базі чотириступеневої центрифуги ЦФ-18). За допомогою цих робіт вдалося модернізувати систему управління рухомістю імітатора, створеного шведською фірмою АСЕА (із застосуванням обладнання та обчислювальної техніки з Франції та США).
1995 року закінчив докторантуру, займався науково-дослідною роботою на замовлення Міністерства промислової політики і Міністерства оборони України — по розробці концепції, методів й засобів для напівнатурного моделювання — з метою сертифікації, атестації та ресурсних випробувань літальних апаратів, систем наведення.
За цикл науково-дослідних і дослідно-конструкторських робіт «Розробка методології створення оптимальних і модифікації існуючих імітаторів аерокосмічного збуреного польоту і оптимальних систем стабілізації рухомих об'єктів» відзначений Премією імені академіка М. К. Янгеля Національної академії наук України.
1998 року захистив докторську дисертацію та тему «методологія оптимальної модернізації управління аерокосмічними імітаторами польоту і тренажерами».
Лавреат Державної премії України в галузі науки і техніки за 1998 рік — за цикл науково-дослідних, дослідно-конструкторських та впроваджувальних робіт по створенню першої вітчизняної системи курсовизначення та новітніх технологій автономної навігації.
Протягом 2000—2004 років очолював факультет систем управління. В 2010—2013 роках очолював Інститут аерокосмічних систем управління; завідувач кафедри систем управління літальних апаратів.
Як педагог підготував 7 кандидатів технічних наук. Є науковим керівником 3 науково-дослідницьких робіт.
Опубліковано понад 200 його наукових праць, серед яких 4 монографії:
- «Методологія оптимальної модифікації управління аерокосмічними імітаторами польоту й тренажерами»
- «Робастні методи оцінювання, ідентифікації та адаптивного управління»
- «Методологія конструювання оптимальних систем стохастичної стабілізації»
- «Аналіз та прогнозування фінансових інструментів в умовах кризи»

Також вийшли друком підручники «Експериментальне випробування та дослідження систем» і «Надійність систем управління та автоматики», 5 навчальних посібників.
Зареєстровано понад 10 свідоцтв на винаходи та патенти.
Входить до складу 2-х спеціалізованих вчених рад по захисту докторських дисертацій, редколегії наукових журналів: «Вісник НАУ», «Електроніка та системи управління», «Захист інформації», заступник голови Комітету «Освіта і наука» Аерокосмічного товариства України.